# Pablo Simonet
Pablo Ariel Simonet (Vicente López, 4 de mayo de 1992) es un jugador de handball argentino que juega de central o lateral izquierdo en el Club Balonmano Puente Genil de la Liga Asobal. Forma parte de la Selección nacional. 
Es hijo de Luis Simonet y Alicia Moldes (ambos exjugadores de la Selección nacional de handball) y hermano de Sebastián Simonet y Diego Simonet.

## Carrera deportiva
Comenzó su carrera en SAG Villa Ballester a los 7 años, luego continuó en el club Ciudad Encantada, en la Liga Asobal de España. Después de 2 años, pasó a ser parte del US Ivry Handball.
En 2012 obtuvo el premio Revelación Clarín de Handball.
En 2015, durante los Juegos Panamericanos realizados en Toronto, Canadá, clasificó a los Juegos Olímpicos con la Selección argentina luego de pasar a la final de este torneo obteniendo la medalla de plata.
En 2016, obtuvo el tercer puesto en el Campeonato Panamericano realizado en Buenos Aires, Argentina.
Formó parte de la Selección en los Juegos Olímpicos de Río de Janeiro 2016.
En 2019, obtuvo la medalla de oro en los Juegos Panamericanos de Lima, logrando también la clasificación a los Juegos Olímpicos de Tokio 2020.
Desde 2020 juega en BM Ciudad Encantada.
Cuatro años después, volvió a ganar la medalla de oro en los Juegos Panamericanos de 2023 logrando clasificar por tercera vez consecutiva a los Juegos Olímpicos.

## Palmarés internacional
| Juegos Panamericanos                      | Juegos Panamericanos | Juegos Panamericanos | Juegos Panamericanos |
| Año                                       | Lugar                | Medalla              |                      |
| ----------------------------------------- | -------------------- | -------------------- | -------------------- |
| 2015                                      | Toronto              | Medalla de plata     |                      |
| 2019                                      | Lima                 | Medalla de oro       |                      |
| 2023                                      | Santiago de Chile    | Medalla de oro       |                      |
| Campeonato Panamericano                   |                      |                      |                      |
| Año                                       | Lugar                | Medalla              |                      |
| 2016                                      | Argentina            | Medalla de bronce    |                      |
| 2018                                      | Groenlandia          | Medalla de oro       |                      |
| Campeonato Sudamericano y Centroamericano |                      |                      |                      |
| Año                                       | Lugar                | Medalla              |                      |
| 2020                                      | Brasil               | Medalla de oro       |                      |
| 2024                                      | Buenos Aires         | Medalla de plata     |                      |
| Juegos Suramericanos                      |                      |                      |                      |
| Año                                       | Lugar                | Medalla              |                      |
| 2018                                      | Cochabamba           | Medalla de plata     |                      |
| 2022                                      | Asunción             | Medalla de oro       |                      |

## Clubes
| Club                       | País      | Año         |
| -------------------------- | --------- | ----------- |
| SAG Ballester              | Argentina | - 2011      |
| BM Ciudad Encantada        | España    | 2011 - 2013 |
| US Ivry Handball           | Francia   | 2013 - 2016 |
| BM Benidorm                | España    | 2016 - 2020 |
| BM Ciudad Encantada        | España    | 2020 - 2024 |
| Ángel Ximénez Puente Genil | España    | 2024 - Act. |